# Cachorro-quente vegetariano
Um cachorro-quente vegetariano é um cachorro-quente produzido sem carne, ou seja, utilizando salsichas vegetarianas.

## Composição
A matéria-prima básica das salsichas vegetarianas costuma ser a proteína de soja. Ao contrário dos cachorros-quentes de carne feitos em casa, o invólucro das salsichas vegetarianas não é feito de intestino, mas de ingredientes vegetais. Alguns cachorros-quentes vegetarianos contêm clara do ovo, o que os tornam inaceitáveis pelos veganos. Alguns veganos fazem cachorros-quentes veganos substituindo a salsicha por uma cenoura cozida.

## Consumo por não vegetarianos
Os cachorros-quentes vegetarianos são, ocasionalmente, consumidos por não vegetarianos devido a: seu baixo teor ou mesmo inexistência de gorduras; sua menor quantidade de calorias; e por terem pouca ou nenhuma gordura saturada, em relação aos cachorros-quentes feitos com carne.

## História
As salsichas vienenses sem carne, criadas em 1949, reivindicam o título de primeiras salsichas vegetarianas. Em 2000, o time de beisebol do Chicago White Sox começou a vender cachorros-quentes vegetarianos em seu estádio Guaranteed Rate Field. No início do século XXI, muitas empresas têm entrado no ramo dos cachorros-quentes vegetarianos.